# România Start-up Nation
Programul Start–up Nation este un program de încurajare și de stimulare a înființării și dezvoltării întreprinderilor mici și mijlocii, implementat de către Ministerul pentru Mediul de Afaceri, Comerț și Antreprenoriat (MMACA) prin intermediul Oficiilor Teritoriale pentru Întreprinderi Mici și Mijlocii și Cooperație (OTIMMC), în conformitate cu prevederile Ordonanței de Urgență nr. 10/2017 pentru stimularea înființării de noi întreprinderi mici și mijlocii aprobată prin Legea nr. 112/2017, prevederile Legii nr. 346/2004 privind stimularea înființării și dezvoltării întreprinderilor mici și mijlocii, cu modificările și completările ulterioare, precum și ale Hotărârii Guvernului nr. 23/2017 privind înființarea, organizarea și funcționarea Ministerului pentru Mediul de Afaceri, Comerț și Antreprenoriat.
Obiectivul principal al Programului îl constituie stimularea înființării și dezvoltării întreprinderilor mici și mijlocii și îmbunătățirea performanțelor economice ale acestora, crearea de noi locuri de muncă, inserția pe piață muncii a persoanelor defavorizate, șomerilor și absolvenților, creșterea investițiilor în tehnologii noi inovative. Programul se aplică pe întreg teritoriul României, în toate cele 8 regiuni de dezvoltare.
Programul a fost inițiat de către Florin Jianu, fost ministru al Antreprenoriatului, care l-a introdus în programul de guvernare al Cabinetului Grindeanu la începutul anului 2017.